# Гоптаровка
Гоптаровка — село в Беловском районе Курской области. Входит в Кондратовский сельсовет.

## География
Село находится в бассейне реки Удава, в 89 км к юго-западу от Курска, в 23 км к юго-западу от районного центра — Белая, в 3,5 км от центра сельсовета — Кондратовки.
Улицы
В селе улицы: Завгородье, Молодёжная, Мостовая, Село, Холодная Гора, Яр.
Климат
Гоптаровка, как и весь район, расположен в поясе умеренно континентального климата с тёплым летом и относительно тёплой зимой (Dfb в классификации Кёппена).

## Население
| 2002 | 2010 |
| ---- | ---- |
| 164  | ↘84  |

## Инфраструктура
Личное подсобное хозяйство. В селе 105 домов.

## Транспорт
Гоптаровка находится в 17 км от автодороги регионального значения 38К-028 (Обоянь — Суджа), в 18 км от 38К-029 (38К-028 — Белая), на автодороге межмуниципального значения 38Н-598 (Гирьи — Кондратовка — граница с Белгородской областью), в 17 км от ближайшей ж/д станции Псёл (линия Льгов I — Подкосылев).
В 91 км от аэропорта имени В. Г. Шухова (недалеко от Белгорода).

## Достопримечательности
- Церковь Рождества Пресвятой Богородицы (1853 г.)[8]